# 布依族文学
贵州布依族人民的文学，包括古歌、叙事诗等体裁。

## 远古文学
布依族最早的文学是神话与古歌。这些神话在长期的流传中，经过了许多后来人的加工，体现出后来不同时代的社会特点。开辟神话是神话中最早形成的，它们通过不自觉的艺术方式来讲述宇宙的生成，富含对自然的惊奇、恐惧、崇拜、赞美、思索和征服等各种感情。
《混沌王》和《盘果王》：

在远古时代，宇宙间一片混沌。混钝王哈气成雾，扇气成风，宇宙仍然天地不分、东西南北不辨。这时盘果王出现了，他用鞭子把宇宙劈成两半，在上者为天，在下者为地，之后出现了日月星辰和河流山川。这两则神话流传于黔西南和黔南大部分地方，是布依族地区出现的较早的开辟神话。神话中展现了布依族原始宗教中万物有灵的观念，富于浪漫主义精神。
《力戛撑天》、《勒叉戛日和葫芦救人》和古歌《十二个太阳》、《卜丁射日》、《辟地撑天》：

《力戛撑天》主要讲述远古时，力戛率众撑开了天地，为了不使天重新靠拢，他拔牙当钉把天钉牢，牙齿变成了天上的星星。他又掐出自己的眼瞎，右眼化为太阳，左眼化为月亮。在劳累了九九八十一天后，终于精疲力竭而死。《辟地撑天》讲布依人祖先翁夏用大柏竹撑开天地，创造日月，用蓝被来染淡天空，用火烙红太阳，又用水洗白了月亮。
《十二个太阳》是布依族地区广泛流传的古歌，讲述洪荒时代本来有十二个太阳，晒裂岩石，爆死草木，动物惊慌，人类难以生存。领袖年王带头与大自然斗争，用箭射落了红、绿太阳各五个。最后留下两个，“一个晒谷子”、“一个亮天下”，这便是现在的太阳和月亮。《卜丁射日》、《辟地撑天》与之类似，通过想象在落后的生产工具和宏大事业之间搭起了桥梁，展现了布依先民的探索精神和民族自信。
接下来的是反映人类起源的神话和古歌，它们常常是与洪水的故事紧密联系，反映出远古时代该地区水患对人造成的巨大影响。布依族先民对人类起源的解释一般是，洪水过后，成了洪水遗民的兄妹结婚，再造人烟，且人类和万物同源，这与苗族、侗族、水族的神话颇为类似。其中兄妹结婚是原始社会血缘婚习俗的反映。一些作品中出现了雷公、太白金星、玉皇大帝，体现出汉文化的影响。
《洪水潮天》和《十二层天、十二层海》：

《洪水潮天》叙述天地开辟后，万物滋荣，但雷公懒惰，久不下雨，导致大旱。布杰上天将它捉到人间囚禁。雷公趁布杰外出，诱使布杰幼小的孩子伏哥、羲妹为他拿水，得以挣破囚笼逃回天上。雷公逃走时送了伏哥、羲妹一粒葫芦种表示酬谢，表示葫芦能躲过洪水。雷公发洪水淹没人间，伏哥、羲妹逃得一劫，在神仙劝说下成亲，繁衍出了人类。